# Villa Leonetti

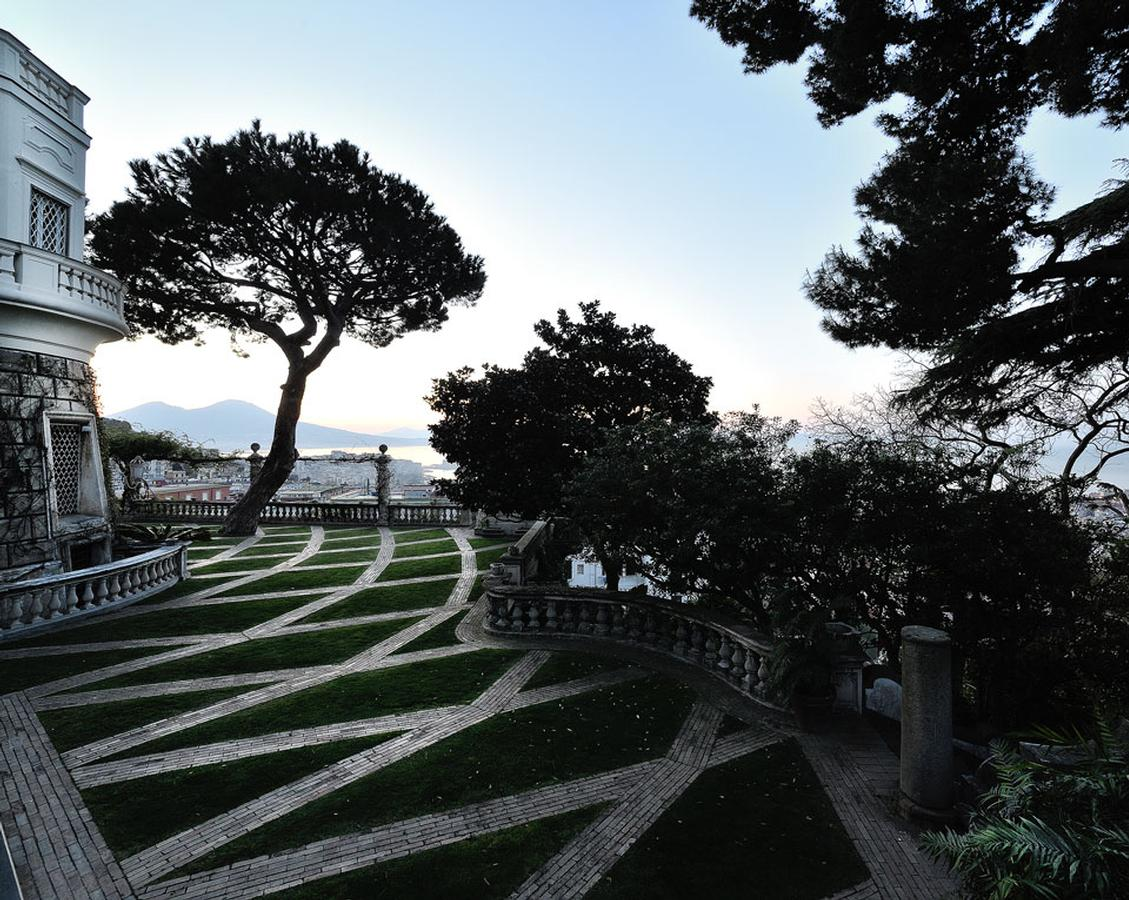
Villa Leonetti in Neapel

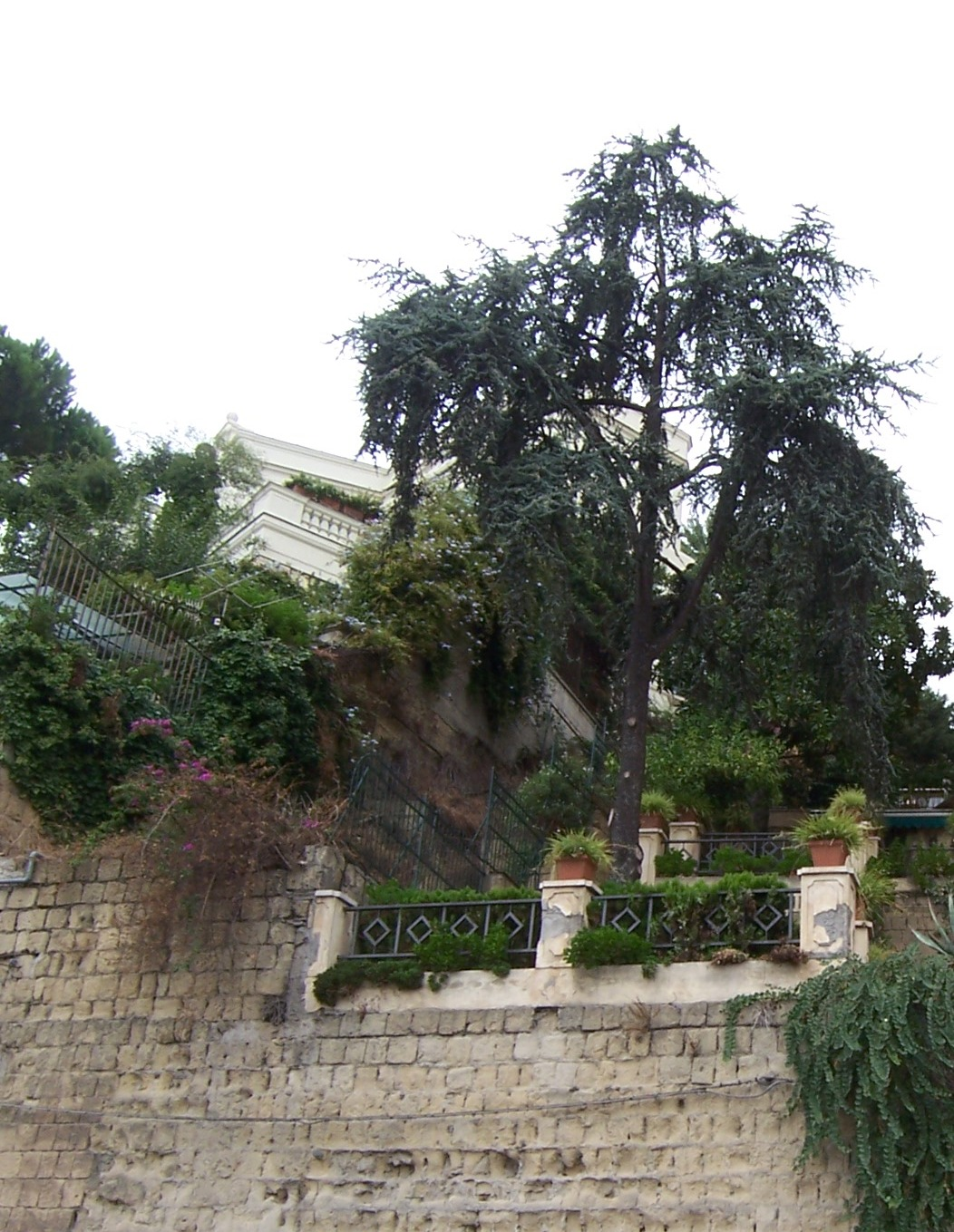
Villa Leonetti von der Straße aus

Die Villa Leonetti (auch Poggio Fiorito) ist ein Landhaus aus dem 17. Jahrhundert im Viertel Vomero von Neapel in der italienischen Region Kampanien. Sie liegt in der Via Aniello Falcone, 466.

## Geschichte und Beschreibung

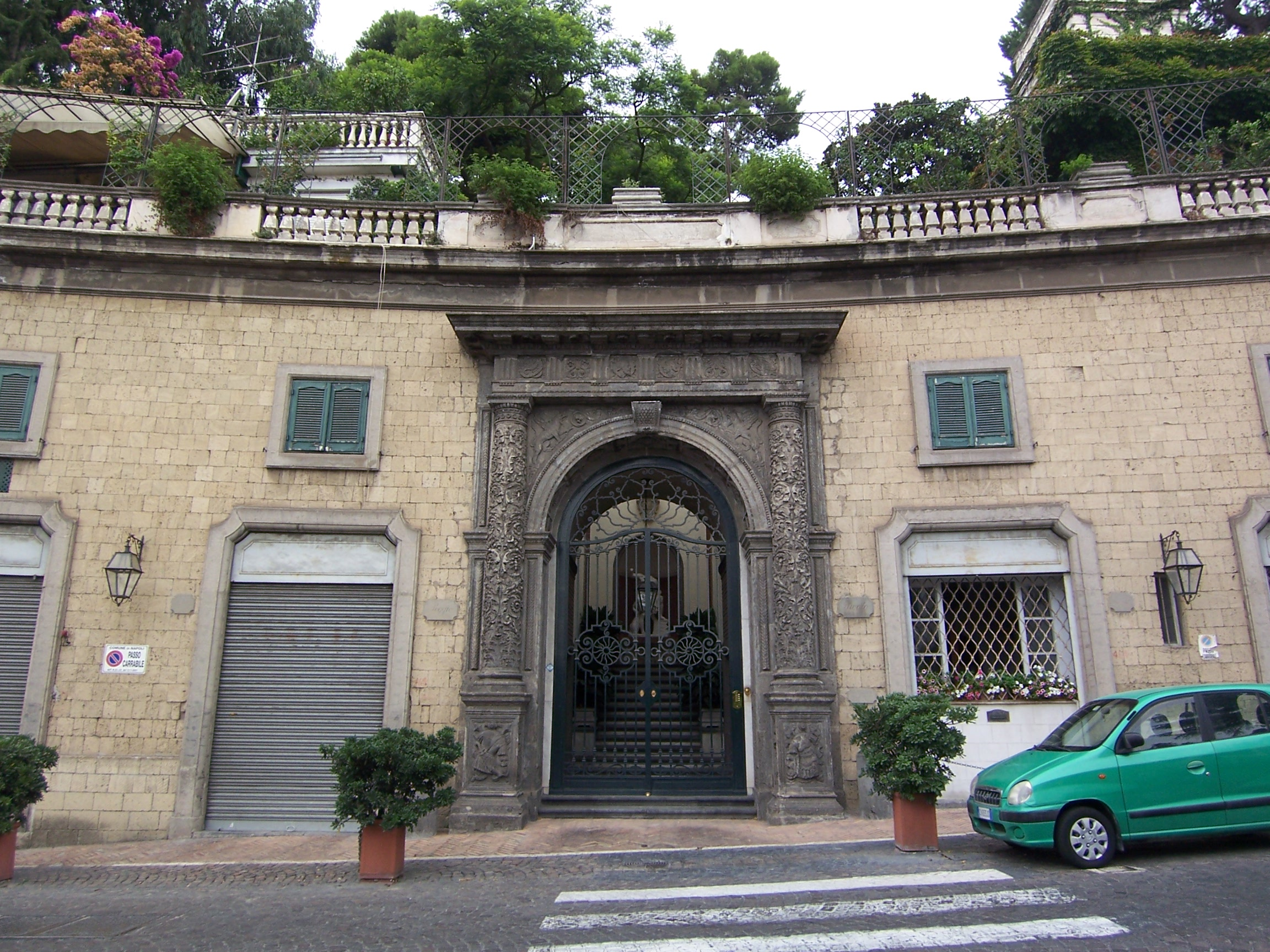
Portal in Piperno zur Via Aniello Falcone.

Das Gebäude, das ursprünglich eine Dependenz der Villa Salve war, liegt oberhalb der Straße und ist von einem terrassierten Park, einem Werk des Architekten Pietro Porcinai, umgeben. Es gehörte Antonio Winspeare, Herzog von Salve, nach dessen Heirat mit Emma Gallone, Herzogin von Salve, und fiel nach dem Tod von Antonio Winspeare 1918 an Edoardo Winspeare, den Sohn des gleichnamigen Vetters Antonio Winspeare, da das Paar keine Kinder hatte. Zwischen 1928 und 1931 wurde es an Michele Platinia abgegeben. Später verkaufte dieser es an Carlo d‘Errico und dann ging es in den Besitz der Grafen Leonetti über.
Dank Graf Tommaso Leonetti wurde das Gebäude umgebaut; darüber hinaus wurde es mit letzten Perlen ausgestattet, wie das Portal in grauem Piperno, das im 16. Jahrhundert gefertigt worden war und im Gegensatz zum Gelb der hohen Tuffmauern steht. Das Portal stammt aus dem historischen Palazzo Sirignano; dieser lag an der Ecke mit der Piazza Municipio und gehörte Laura Caravita di Sirignano, der Gattin von Tommaso Leonetti; er wurde Ende der 1930er-Jahre abgerissen.
Im Inneren des Komplexes gibt es auch einen Aussichtsturm (ähnlich dem Torre Ranieri in der Via Manzoni), der aus dem 17. Jahrhundert stammt.